# Illela (Nigeria)
Illela est une ville et une zone de gouvernement local de l'État de Sokoto au Nigeria,.

## Géographie
La LGA d'Illela est frontalière du Niger au nord.
|         | Birni N'Konni ( Niger) | Tsernaoua ( Niger) |
| Tangaza | Illela                 | Gada               |
|         | Gwadabawa              |                    |

## Districts
La LGA est constituée de 11 districts
- Damba
- Araba
- Darna Sabon-Gari
- Garu
- Kalmalo
- Darna Tsolawo
- Tozai
- Illela
- Gidan Katta
- Gidan Hamma
- Rungumawan Gatti

## Villes
La LGA s'étend aux cités de :
- Illela
- Kurusawa
- Hura
- Damboka
- Bakin Dutse
- Araba
- Roga
- Nasarawa
- Lafanichiwake

## Population
La localité de Illela compte 17 461 habitants, en 2016.

## Source
- (en) Cet article est partiellement ou en totalité issu de l’article de Wikipédia en anglais intitulé « Illela, Nigeria » (voir la liste des auteurs).